# بوترستاون
بوتِرستاون (ایرلندی: Baile an Bhóthair، به‌معنای "شهرِ جاده") شهری بندری است که در شهرستان دون لاگری-راث‌داون قرار دارد و در فاصلهٔ ۷ کیلومتر (۴٫۳ مایل) جنوب دوبلین در کشور ایرلند واقع شده‌است. این شهر از طرف شمال با ساندی‌ماونت و از سوی جنوب با بلکراک همسایه است و با اتوبوس به استیلورگان و بلکراک ارتباط دارد.